# Henning Sauerbier
Henning Sauerbier (Düren, 1990. január 6. –) német korosztályos válogatott labdarúgó, aki jelenleg a Columbia Lions játékosa.

## Sikerei, díjai
- Németország U17
  - U17-es labdarúgó-világbajnokság bronzérmes: 2007